# Acalolepta gardneri
Acalolepta gardneri är en skalbaggsart som först beskrevs av Stefan von Breuning 1938.  Acalolepta gardneri ingår i släktet Acalolepta och familjen långhorningar.
Artens utbredningsområde är Burma. Inga underarter finns listade i Catalogue of Life.